# José Eugénio Dias Ferreira

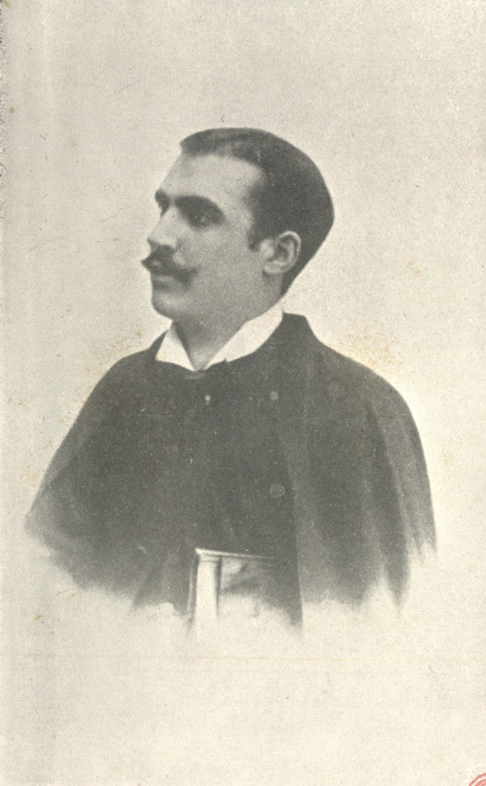
Retrato de José Eugénio Ferreira, publicada no Album Republicano, 1908

José Eugénio Dias Ferreira (Lisboa, 13 de Novembro de 1882 — Lisboa, 17 de Janeiro de 1953), advogado, jurista e professor universitário português.

## Biografia
Era filho natural do estadista José Dias Ferreira, jurista e político, viúvo, e de Eugénia Henriqueta Alves Travassos Valdez, 1.ª Condessa de Penalva de Alva e viúva do 1.° Visconde de Penalva de Alva.
Bacharel em Direito pela Faculdade de Direito da Universidade de Coimbra, fez carreira como Lente do Instituto Superior de Comércio, depois Instituto Superior de Ciências Económicas e Financeiras da Universidade Técnica de Lisboa.
O seu nome aparece intimamente ligado à Greve Académica de 1907 — quando se candidatou à obtenção do grau de doutor na Universidade de Coimbra, a sua injusta reprovação no segundo dia de provas, a 28 de Fevereiro de 1907, por manifesto acto de abuso administrativo perpetrado pelo júri, causou escândalo na academia, que levou José Eugénio em ombros, o aclamou como herói e iniciou, assim, como pretexto, uma das mais importantes greves estudantis de sempre, a famosa greve académica desse ano, que esteve na base da Ditadura de João Franco. Anos mais tarde, José Eugénio viria a defender a sua tese de doutoramento em Direito, em Coimbra, tendo sido aprovado e laureado.
Foi iniciado na Maçonaria em data desconhecida de 1904, com o nome simbólico de Littré, e regularizado na Loja Pátria, de Coimbra, afecta ao Grande Oriente Lusitano. Passou a coberto em 1912.
Foi Militante do Partido Republicano Português.
Deixou publicados livros e artigos sobre Direito, Finanças, Política, História, etc.
De sua mulher Júlia teve um filho Carlos Eugénio Dias Ferreira, nascido em Lisboa a 18 de Maio de 1908, advogado, de cujo casamento com a engenheira Julieta Ferreira Teixeira Carvalho, filha de José Teixeira Carvalho e de Etelvina Ferreira Carvalho, teve Manuela Ferreira Leite, economista e dirigente política, e de José Eugénio Dias Ferreira, advogado e dirigente desportivo.